# Roche Parnal
La roche Parnal est une montagne de France située en Haute-Savoie.

## Géographie
La montagne est située dans le Nord-Ouest du massif des Bornes, dominant les sources du torrent du Flan qui a creusé ici un petit cirque débouchant dans le Genevois au nord-ouest. Elle est encadrée par la montagne de Sous-Dîne au sud-ouest dont elle est séparée par le col du Câble, la montagne de Cou au nord dont elle est séparée par le col de Cou, le rocher des Tampes à l'est dont elle est séparée par le col du Freu et le Champ Laitier au sud.
Elle est constituée d'un crêt culminant à 1 896 mètres d'altitude délimité au nord et à l'ouest par des falaises de calcaire urgonien reposant sur du calcaire hauterivien, prolongement oriental de la montagne de Sous-Dîne,.

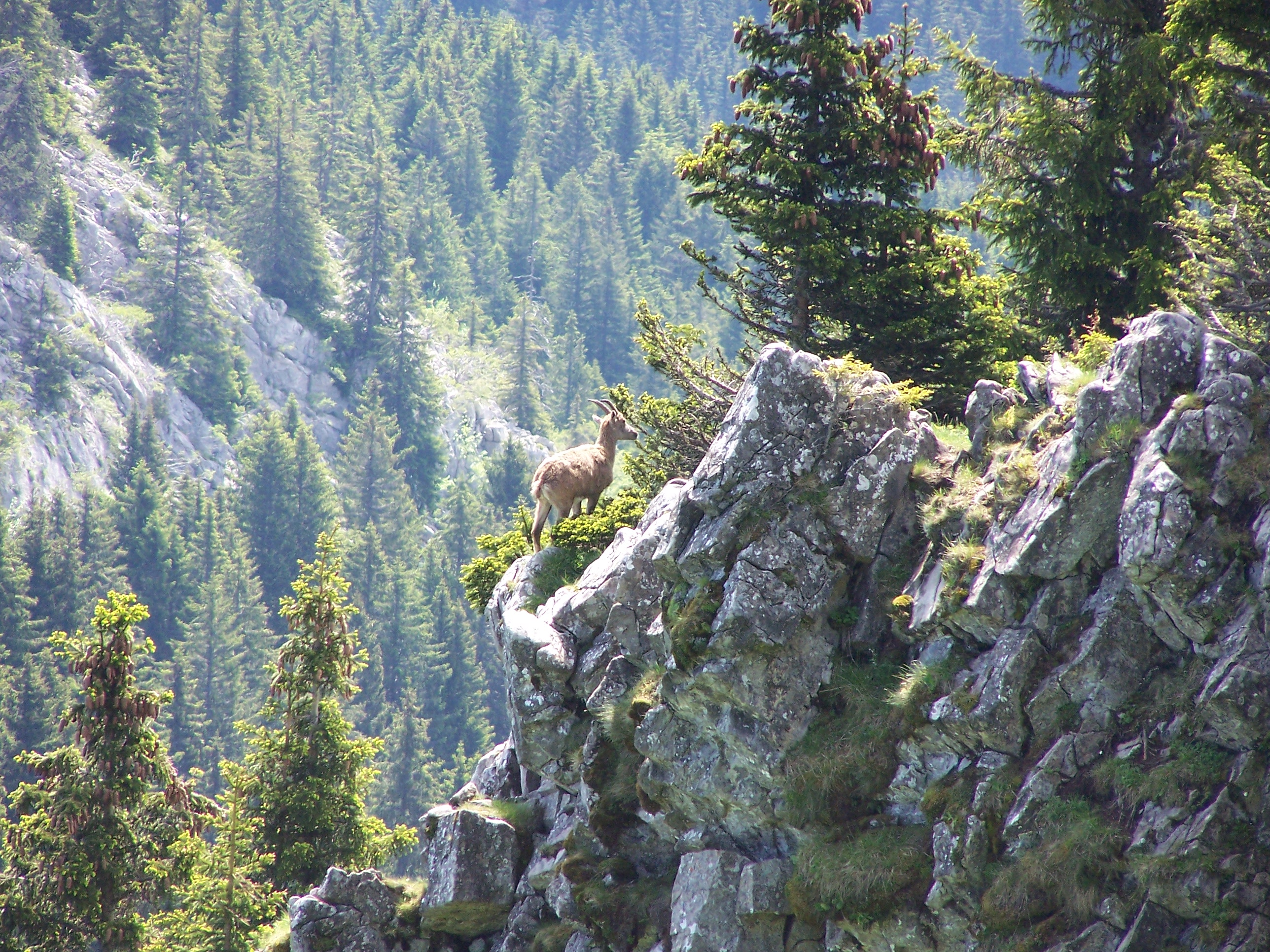
Un bouquetin à la roche Parnal.